# Домагојевићи
Домагојевићи су били хрватска династија из раног средњег века, која је, са прекидима, владала од 864. до 892. године. Најпознатија је хрватска раносредњовековна династија после Трпимировића. Назив носи по Домагоју, оснивачу и првом владару династије. 

## Историја
Домагој је на престо постављен од стране Византинаца, на штету синова кнеза Трпимира, Петра, Здеслава и Мунцимира. Трпимировићи су тако склоњени са хрватског престола. Млетачке хронике и Константин Порфирогенит једини су извори за проучавање деловања династије Домагојевића. Домагој, оснивач династије, задржао се на престолу од око 864. до око 876. године. За престо се морао борити са Трпимировићима и њиховим заштитником, млетачким дуждом Орсом I Партечипациом. На страни Домагојевића били су Византинци који им помажу приликом инвазије Арабљана и опсаде Дубровника 866. године. Никита Ориф, византијски адмирал, деблокирао је град. Домагој учествује у опсади Барија, кога после Орифовог повлачења и заузима 871. године. У наредним годинама гуши побуну на коју га је упозорио папа Јован VIII. Умро је 876. године. Након краткотрајне владавине Здеслава, Трпимировог сина, на власт долази Бранимир, могуће Домагојев син. Владао је до 892. године. Његовом смрћу гаси се династија Домагојевића. 

## Владари династије Трпимировић
- Домагој, око 864. - око 876.
- Иљко (чије је постојање доведено у питање), око 878-879.
- Бранимир, 879. - око 892.